# La quinta estación (novela)
La quinta estación (título original en inglés: The Fifth Season) es una novela de ficción especulativa escrita por la autora estadounidense N. K. Jemisin y publicada en agosto de 2015 por la editorial Orbit Books. La edición en español ha sido publicada en mayo de 2017 por Ediciones B dentro de su sello NOVA.
La obra recibió en 2016 el premio Hugo a la mejor novela, y fue finalista en la misma categoría del premio Nébula y del premio Mundial de Fantasía. Junto con sus dos continuaciones El portal de los obeliscos y El cielo de piedra ✍ forma la llamada "Trilogía de la Tierra Fragmentada".

## Argumento
La novela está ambientada en un mundo con un supercontinente llamado Quietud que sufre periódicas catástrofes climáticas. En él, ciertas personas denominadas orógenes poseen la habilidad de manipular la energía de la corteza planetaria y con ello provocar o prevenir terremotos, erupciones volcánicas y otros fenómenos geológicos.